# Sayn-Zan
I Sayn furono una nobile famiglia tedesca. Essi giunsero in Italia nell'ottobre 1154. In seguito vennero chiamati Zan o Zani o Zano, dalla storpiatura del nome Sayn dovuta alla diversa fonia, e non si ricongiunsero più con la famiglia principale, tranne qualche sparuto contatto.

## Storia
La tradizione li fa discendere da Iohannes o Giovanni, figlio del conte Eberardo I di Sayn (1139 - 1176), il quale scese in Italia al seguito dell'imperatore Federico Barbarossa nell'ottobre 1154. Nel 1155 rimase come retroguardia nei dintorni di Firenze (nella zona al tempo fuori dalle mura cittadine, compresa tra la Basilica del Santo Spirito e il Ponte Vecchio), dove restò fino al 10 marzo 1162; egli fece parte del contingente degli assedianti di Milano, e per i servigi resi venne infeudato della signoria del Castello della Motta, a nord di Firenze, anticamente detta Casellina o più precisamente San Martino Aquario, presso uno dei guadi che portavano ai passi naturali per uscire dalla Toscana. Pare che la sua effigie sia stata scolpita sull'architrave di Porta Romana, conservata nel museo del Castello Sforzesco (stanza n. 6); tuttora si conserva un suo sigillo originale. In Italia Ioannes di Sayn diventò Ioannes di San e poi di Zan. I suoi discendenti vennero chiamati Zani o Zano. Dalla Toscana emigrarono verso Bologna, e successivamente verso il Veneto e il Friuli.
L'incontro con i diversi dialetti emiliani e veneti favorì ulteriori mutamenti del cognome, da Zano in Zanotti o Zanotto (come descritto ed evidenziato da un manoscritto della Bertoliana), nonché dell'antico blasone. Nel tempo il casato si divise nei seguenti rami:
- gli Zani o Zano di Bologna;
- gli Zanoto, Zanotto, o Zanotti di Padova;
- gli Zanotto di Venezia;
- gli Zanotto del Friuli.

### Zani o Zano di Bologna
Originari di Firenze, furono fra i primi ad emigrare. Combatterono sia per Firenze sia per la nuova patria, Bologna. Lasciarono il castello, che ben presto andò in abbandono e venne distrutto durante le guerre fra Guelfi e Ghibellini, e si trasferirono a Bologna. Si diedero alla mercatura della lana. Fecero parte della magistratura dell’anzianato. Ricevettero il titolo comitale da papa Giulio II, nel 1510, quando egli soggiornò a Bologna. Questo ramo diede alla città di Firenze diversi magistrati e consoli e alla città di Bologna lettori dello studio, cavalieri, giureconsulti, gonfalonieri, canonici di San Petronio, cavalieri aurati(famiglie nobili bolognesi). Il ramo è estinto: di esso permane un albero genealogico all'Archivio di Stato di Bologna.

### Zanoto, Zanotto o Zanotti di Padova
Da Venezia Giovanni Zanotto, figlio maggiore di Marco Leon, si trasferì a Montagnana e i suoi discendenti si trasferirono a Padova. Il nipote di Giovanni, Zanotto Zanotto, si trasferì a Ravenna, dando origine a un ramo che si estinguerà in Tommaso Zanotto, passato alla storia come Tommaso Rangone (creato cavaliere di San Marco nel 1562, un suo busto si trova all'Ateneo Veneto di Venezia e una sua statua campeggia sopra il portale della Chiesa di San Zulian, nel sestiere di San Marco; egli contribuì inoltre, con il cardinal Bessarione, a fondare il primo nucleo della Biblioteca Marciana di Venezia). A Padova fecero parte del Consiglio nobile della città. Nicolò fu governatore di Pordenone, con il titolo di capitano liviano, dal 1514 al 1517, e successivamente consigliere del duca di Urbino e suo vice-duca a Pesaro; spirò nel 1521, a 84 anni, e fu sepolto nel duomo della città. Antonio (1528-1597) fu creato vescovo di Forlì nel 1563 da papa Pio IV; traslato a Urbino nel 1568, l'11 agosto 1578 fu creato arcivescovo di Urbino da papa Gregorio XIII; vice legato papale ad Avignone inviato da Clemente VIII, nel 1588 consacrò a Padova la chiesa di San Simone e Giuda (conosciuta anche come la chiesa di San Gaetano) e la Chiesa di San Vito e Modesto a Piove di Sacco; il 2 ottobre 1596 fu nominato vice legato papale a Bologna, fino al 16 o al 21 gennaio 1597; morì a 68 anni e fu sepolto nella basilica di San Petronio a Bologna. La sua arma personale era così definita: "partito; nel primo di verde, di due rami che s’intrecciano in croce di Sant'Andrea e formano una ghirlanda, accompagnata in capo da tre stelle di otto raggi d’oro male ordinate; nel secondo di rosso, al leone d’oro movente da una pianura erbosa". Si estinsero nel 1600 nella persona di Morosina Zanotto, la quale sposò un membro della famiglia Aldrighetti: essa divise la sua eredità tra gli Aldrighetti e gli Zanotto del Friuli, conosciuti come "Zanotto de' Gigli Scarlatti", per i tre gigli posti sulla cotissa del loro blasone.

### Zanotto di Venezia
Le prime notizie risalgono al XIII secolo. Questi furono il ramo primigenio che giunse in Veneto. Tramite due membri della famiglia, Andreas e Ioannes, i quali furono entrambi cavalieri templari, ingenti furono le fortune che vennero importate nel territorio della Serenissima dalla famiglia, la quale reinvestì tale denaro non solo a Venezia ma anche a Costantinopoli. I due fratelli morirono entrambi combattendo al fianco del gran maestro Gérard de Ridefort nell'assedio di San Giovanni d'Acri, nel 1191. Nel 1274 Goffredo I (1261 - 1283), di Sponheim-Sayn e Sayn successivamente (capostipite della seconda famiglia di Sayn), volle rinsaldare i rapporti con gli antichi parenti tramite un matrimonio per future alleanze (di questa proposta di sponsali sopravvive oggi solo il sigillo originale ed un sunto del testo, che viene riportato in un documento del '700 conservato nell'archivio di famiglia; pare che il matrimonio non sia mai stato accettato, malgrado la dote fosse ragguardevole per l'epoca). Altri membri della famiglia si ritrovano a Venezia nel Trecento, con personaggi come Giovanni, nel 1322 pievano di San Biagio, e nel 1395 Alvise, appartenente all'Ordine dei Crociferi. Nel 1411 Zanotto Zanotto, detto "dai Formenti", sposerà la nobile patrizia veneziana Zanacchi della famiglia Querini. Il fratello maggiore di Marco Leon Zanotto, Giovanni, si trasferirà a Montagnana, dove darà inizio al ramo padovano (estintosi nel Seicento); mentre il fratello minore Daniele fece sposare sua figlia Zanetta, nel 1451, al patrizio Domenico Dolfin, imparentando così le due storiche casate. Il figlio maggiore di Daniele quondam Marco Leon Zanotto, Andrea, partecipò all'impresa Galeas per montes; suo figlio Cristoforo, nel 1525 e nel 1534, fu decano della Scuola Grande di San Marco. Tra XV e XVI secolo contrassero matrimoni con alcune potenti famiglie patrizie veneziane: i Quirini o Querini, i Dolfin, i Garzoni. Nel 1580 ebbero il permesso di erigere un sepolcro di famiglia presso la chiesa di San Daniele di Castello. Nel 1797, anno della caduta della Serenissima, gli Zanotto compaiono ancora tra i casati aventi diritto all'ordine dei Cittadini Originarii. Da questo ramo, dalla fine del '400, si originarono gli Zanotto del Friuli.

### Zanotto del Friuli (Prata di Pordenone, Porcia, Pordenone, Udine e provincia)
Il ramo, originariamente derivante direttamente dagli Zanotto di Venezia, sin dal XV secolo aveva dimorato nel palazzo bizantineggiante della famiglia, chiamato Ca' Zanotto, abbattuto nel 1899, sul sito del quale sorge oggi l'Hotel Bauer Palazzo 

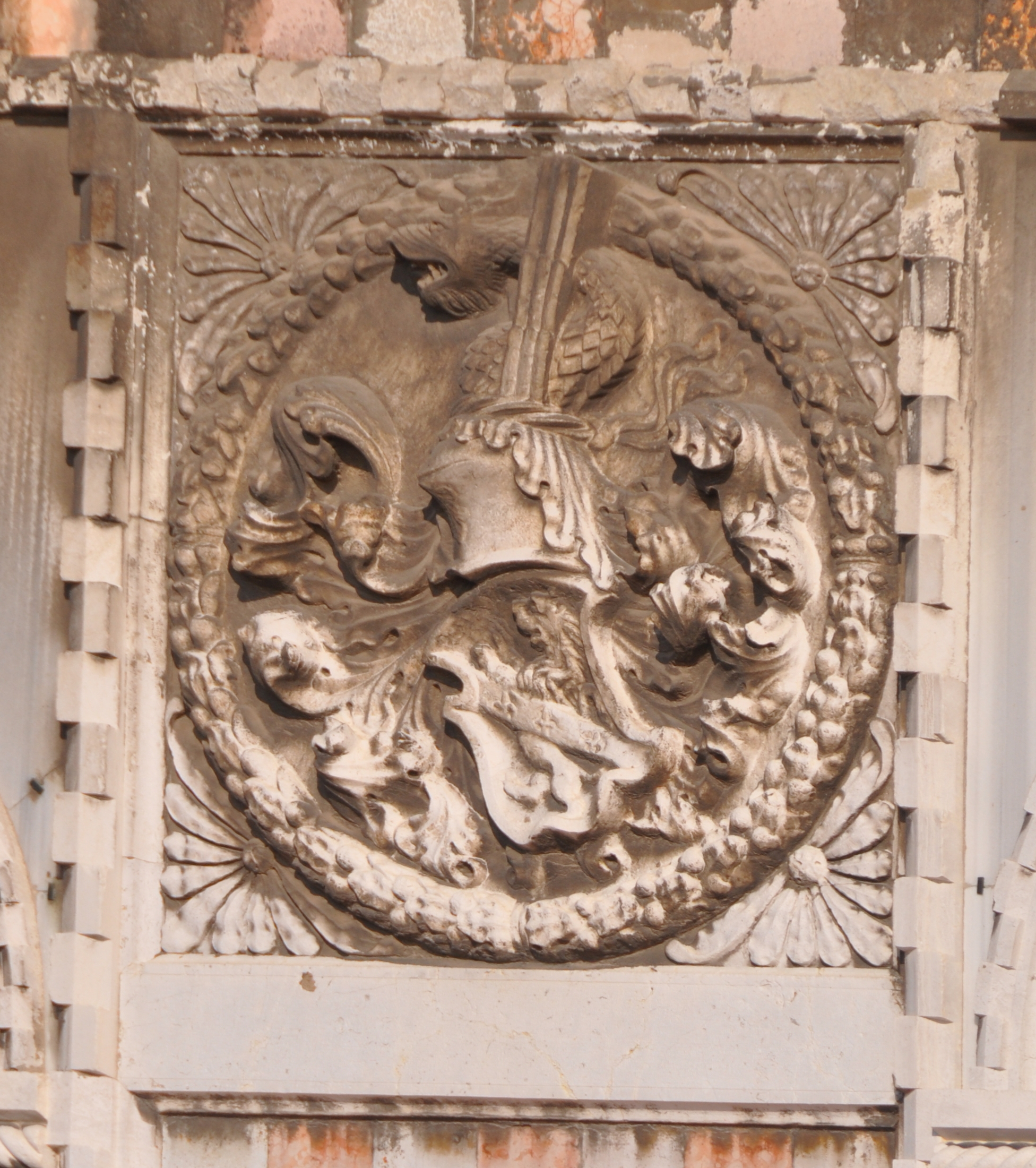
Blasone adottato da Andrea I°, dal 1527, dopo aver ricevuto il titolo comitale.

(lì fu ospitato anche Giovanni de' Medici, detto "dalle Bande Nere", quando fu convalescente a Venezia dal maggio all'agosto del 1525; egli soggiornava a palazzo Giustinian di San Moisè e lo accompagnava Ludovico Michiel; Giovanni sperava di essere assunto dalla Serenissima, ma il suo carattere impetuoso non si confaceva allo spirito veneziano). Sulla facciata dell'Hotel Bauer, fronte Canal Grande, nella parte destra (dove sorgeva l'antico palazzetto), è stato reinserito nella facciata il blasone specificato nella scheda SM 78. Questo ramo diede i natali ad Andrea, I° conte Zanotto. Andrea, il 19 novembre 1521, combatté con le sue lance a Porta Ticinese, a Milano; nel 1525 partecipò come luogotenente di Giovanni dalle Bande Nere alla Battaglia di Pavia; nel 1526 ottenne il titolo comitale ungherese, venendo soprannominato "Il Grande" per aver difeso il Castello di Devín, vicino a Bratislava, dall'esercito ottomano. A marce forzate, in meno di un mese rientrò in Italia, dirigendosi verso Roma, spezzando il "cerchio di ferro" imperiale nei pressi di Viterbo. Andrea, con i suoi uomini, difese la Porta del Tritone nel 1527 dalle orde imperiali. Al figlio Antonio, stabilitosi a Dulcigno, venne riconosciuto il titolo comitale dal doge Girolamo Priuli, con diploma del 15 aprile 1562, in perpetuo e per tutti i suoi legittimi discendenti.
Questo ramo iniziò ad essere denominato “de' Gigli Scarlatti” per i tre gigli rossi posti in cotissa dello stemma. Con la perdita da parte dei veneziani di Dulcigno, nel 1571, Antonio (figlio di Andrea "Il Grande"), uno dei pochi difensori sopravvissuti, per non aver accettato di convertirsi all'Islam verrà decapitato (memorabile e leggendario il suo coraggioso discorso, trascritto e tramandato dai figli a tutti i discendenti). Quando nel 1571 i Turchi assediarono e conquistarono Dulcigno e la maggior parte dei difensori venne uccisa, Antonio fu decapitato "in piedi", estremo onore concesso dai Turchi ai combattenti valorosi. Tre dei quattro figli superstiti si trasferirono nel pordenonese. Il quarto, Cristoforo, nel 1586 venne accolto fra i Cavalieri di Malta dal Gran Maestro Hugues Loubenx de Verdalle, come da magistrale, e morì durante uno scontro con i pirati algerini; Giacomo, per i meriti suoi e della sua famiglia, venne insignito dell'ambito titolo dei Cavalieri di San Marco. Nel '600 gli Zanotto svolsero alcune missioni presso la corte degli Scià di Persia della dinastia Safavide, come testimoniano alcune lettere dell'Archivio di Stato di Venezia.

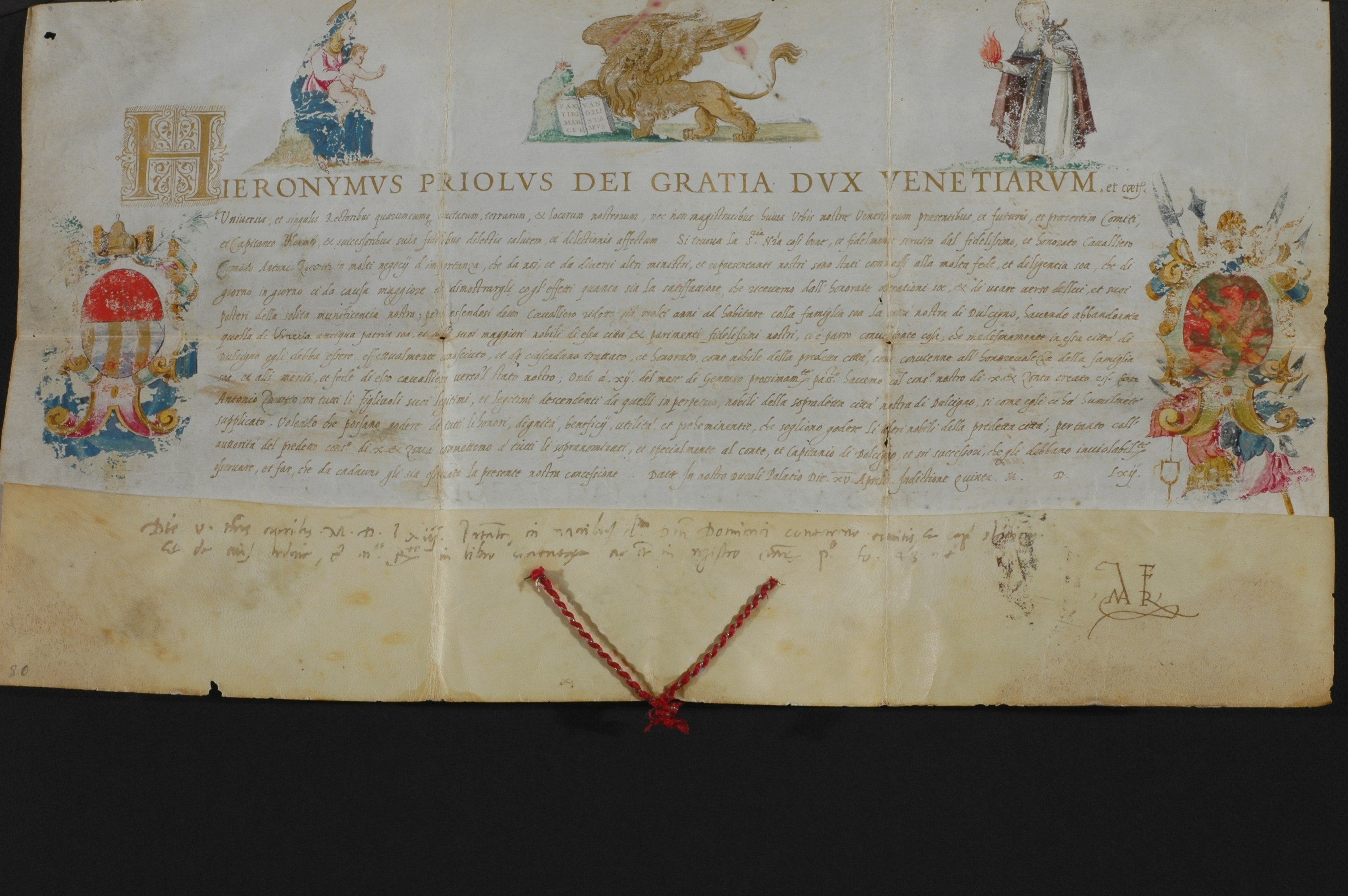
Diploma con cui Antonio Zanotto è riconosciuto conte, 1562

.Nel '700 sono attestati a Prata di Pordenone e a Ghirano, dove acquistarono per un breve periodo la villa dei Floridi di Prata, precisamente dal 1740 fino al 1748, dopo alcuni interventi di abbellimento strutturale. Nel 1751 Giuseppe Zanotto svolse alcuni incarichi per il Gran Maestro Manuel Pinto de Fonseca. Nel 1797 Giuseppe e il fratello Giacomo partirono da Venezia in direzione Verona, a marce forzate, giungendo durante le "pasque veronesi" con un piccolo esercito di mercenari da loro personalmente stipendiati (dalmati, cechi, slovacchi, ungheresi, schiavoni ed albanesi). La compagine contava 1437 uomini: ciascuno aveva 5 cavalli e 5 fucili già carichi, due cannoni leggeri smontati sui cavalli che non venivano montati. Verso la metà del terzo giorno avevano coperto al distanza tra Mestre e Verona. Riuscirono con continue sortite, di giorno e di notte, per cinque giorni di fila, solo a rallentare le operazioni dei francesi, attaccando le retrovie, eliminando i depositi della polvere da sparo e inchiodando quando riuscivano con cunei i cannoni. Ritornarono in nove, tutti feriti; tre cechi morirono lungo la strada.
Questo ramo diede alla Repubblica di Venezia militari, sacerdoti e letterati: alcuni vestirono l'abito templare e altri quello dell'Ordine di Malta, come evidenziato nella Storia della famiglia Zanotto. Nel 1849 uno Zanotto partecipò con ingenti capitali alla Repubblica di Daniele Manin, combattendo finché non venne ferito e ritornando infine nella sua villa. Tra il 1800 e il 1900 il cognome, a causa dei continui influssi dialettali, venne troncato, diventando Zannot e varianti; venne poi ripreso il cognome integro Zanotto. A causa dei continui casi di omonimia, essi mantennero il soprannome "de' Gigli Scarlatti", soprannome che permane ancora nel Ventunesimo secolo. Verso la fine dell'Ottocento la maggior parte dei rami pordenonesi (Prata di Pordenone, Porcia, Pordenone) si erano ormai estinti; l'unico ramo sopravvissuto si stabilì prima a Udine, dove possedevano una residenza, e successivamente in provincia, dove dimorano tuttora. La famiglia si divide tra le residenze del medio Friuli, poste in diversi comuni, e la residenza estiva in alta montagna. Gli ultimi discendenti di questo ramo sono, con i Quirini, gli unici a poter vantare il Cavalierato di San Marco ereditario delle otto famiglie patrizie e dei cittadini originari. Un'intervista sulla storia della famiglia e la sua parentela costante con le più note famiglie veneziane, come i Querini o Quirini, è stata realizzata dalla dott.ssa Debora Gusson. Attualmente la famiglia, i membri con le loro imprese e la villa di Rorai Piccolo sono oggetto di studio da parte di un laureando.

## Membri illustri
- Domenico Zanotto, rettore nel 1474 dell'Università di Padova[56].
- Antonio Zanotto, vescovo di Forlì nel 1563, arcivescovo di Urbino nel 1568, vice delegato ad Avignone e successivamente vice delegato a Bologna nel 1591[57][58].
- Nicolò Zanotto, giudice, governatore di Pordenone come capitano liviano dal 1514 al 1517[59][60][61][62].
- Giacomo Zanotto, autore di imprese memorabili contro la "Sublime Porta", fu anche un eroico militare nella Battaglia di Lepanto, nominato Cavaliere di San Marco[63].
- Francesco Zanotto, Maestro provinciale dell'Ordine di San Francesco nel 1632[64].
- Francesco Zanotto (Venezia, 1794 – Venezia, 3 dicembre 1863), storico e storico dell'arte, membro dell'Imperial Regia Accademia e di altri atenei. Non essendo membro della famiglia, ma di origine ebraica(PDF) Francesco Zanotto e alcuni cataloghi d’arte della Venezia ottocentesca | Alice Collavin - Academia.edu, fu tenuto a battesimo da Marco Zanotto del ramo veneziano e dal conte Giuseppe Zanotto del ramo pordenonese della famiglia. Nella sua produzione letteraria, lodò sempre e citò la famiglia che gli aveva donato il cognome, soprattutto il ramo comitale, in molti articoli ormai quasi introvabili ma conservati nella Biblioteca Nazionale Marciana di Venezia[65].